# Línea 2K (Suburbanos Montevideo)
La línea 2K de la red de transporte  suburbano de Montevideo une la terminal Baltasar Brum con la ciudad de Santa Lucía en el departamento de Canelones. 

## Características
Es la única línea suburbana operada por la Compañía Interdepartamental de Transporte Automotor S.A. (CITA S.A.) y desde el 2020 integra el Sistema de Transporte Metropolitano. A consecuencia de la pandemia algunos de sus servicios en su ramal directo fueron suspendidos, los cuales fueron reincorporados en 2022.

## Ramales
- Montevideo - Las Piedras - Santa Lucía (Inactivo)